# Oxytropis biloba
Oxytropis biloba är en ärtväxtart som beskrevs av Saposhn. Oxytropis biloba ingår i släktet klovedlar, och familjen ärtväxter. Inga underarter finns listade i Catalogue of Life.